# Günter Erbe
Günter Erbe (* 16. Juli 1943 in Gadderbaum) ist ein deutscher Soziologe und Kulturhistoriker.

## Leben

### Akademischer Werdegang
Günter Erbe studierte Soziologie, Philosophie, Politologie und Germanistik an der Technischen und der Freien Universität Berlin und wurde 1980 in Soziologie promoviert. Von 1975 bis 1991 war er wissenschaftlicher Mitarbeiter am Zentralinstitut für sozialwissenschaftliche Forschung – Arbeitsbereich DDR-Forschung der FU Berlin. 1991 habilitierte er sich mit einer Arbeit über die Rezeption der Moderne in der DDR. Seitdem lehrte er als Privatdozent für Kultur- und Literatursoziologie an der FU Berlin. Erbe war Stipendiat der Deutschen Historischen Institute in Paris, London und Warschau und des Künstlerhauses Schloss Wiepersdorf und Directeur d'Etudes Associé an der Maison des Sciences de l'Homme Paris. Von 2001 bis 2012 war er Professor für Politische Wissenschaften an der Universität Zielona Góra.
Seit 2000 lehrt Erbe an der Lessing-Hochschule zu Berlin und seit 2013 an der Volkshochschule Steglitz-Zehlendorf.

### Themen seiner Forschungen und Veröffentlichungen
Seit Anfang der 1990er Jahre beschäftigt er sich mit der Soziologie der literarisch-künstlerischen Intelligenz, der Kulturgeschichte des europäischen Adels im 19. und 20. Jahrhundert und der Soziologie des Geschmacks.

## Schriften (Auswahl)

### Monografien
- Günter Erbe: Der moderne Dandy. Böhlau Verlag, Köln/Weimar/Wien 2017, ISBN 978-3-412-50715-2.
- Günter Erbe: Das vornehme Berlin. Fürstin Marie Radziwill und die großen Damen der Gesellschaft 1871 - 1918. Böhlau Verlag, Köln/Weimar/Wien 2015, ISBN 978-3-412-22457-8.
- Günter Erbe: Dorothea Herzogin von Sagan (1793–1862). Eine deutsch-französische Karriere. Böhlau Verlag, Köln/Weimar/Wien 2009, ISBN 978-3-412-20415-0.
- Günter Erbe: Dandys - Virtuosen der Lebenskunst. Eine Geschichte des mondänen Lebens. Böhlau Verlag, Köln/Weimar/Wien 2002, ISBN 978-3-412-05602-5.
- Günter Erbe: Die verfemte Moderne. Die Auseinandersetzung mit dem Modernismus in Kulturpolitik, Literaturwissenschaft und Literatur der DDR. Westdeutscher Verlag, Opladen 1993, ISBN 978-3-531-12448-3.
- Günter Erbe: Sozialismus als Gemeinschaft. Kulturkonservative Elemente im politischen Denken von DDR-Schriftstellern. In: Berliner Arbeitshefte und Berichte zur sozialwissenschaftlichen Forschung Nr. 52. 1990.
- Günter Erbe: Arbeiterklasse und Intelligenz in der DDR. Soziale Annäherung von Produktionsarbeiterschaft u. wissenschaftlicher-technischer Intelligenz im Industriebetrieb? Westdeutscher Verlag, Opladen 1982, ISBN 978-3-531-11559-7.
- Günter Erbe: Nicolaus Sombart. Utopist, Libertin, Dandy. Böhlau Verlag, Köln 2023, ISBN 978-3-412-52691-7.

### Aufsätze in Zeitschriften und Sammelbänden
- Günter Erbe: Aristokratismus und Dandytum im 19. und 20. Jahrhundert. In: Joachim H. Knoll / Anna-Dorothea Ludewig / Julius H. Schoeps (Hrsg.): Der Dandy als kulturhistorisches Phänomen. „Leben als Kunstwerk“ im 19. und 20. Jahrhundert. de Gruyter, Berlin 2013, S. 11–27.
- Günter Erbe: Der Aristokrat als Kunstwerk. Dandytum im 19. und frühen 20. Jahrhundert. In: Eckart Conze / Wencke Meteling / Jörg Schuster / Jochen Strobel (Hrsg.): Aristokratismus und Moderne. Adel als politisches und kulturelles Konzept 1890–1945. Böhlau Verlag, Köln/Weimar/Wien 2013, S. 30–60.
- Günter Erbe: Marie Fürstin Radziwill (1840–1915). In: Joachim Bahlcke (Hrsg.): Schlesische Lebensbilder Bd. 11. Degener & Co, Insingen 2012, S. 373–383.
- Günter Erbe: Repräsentation als Beruf. Die Macht adliger Frauen in der Politik des 19. Jahrhunderts am Beispiel der Herzogin Dorothea von Sagan. In: Studia Zachodnie. Bd. 13. Zielona Góra 2011, S. 153–163.
- Günter Erbe: Fürst Felix Lichnowsky (1814–1848). Ein schlesischer Standesherr. In: Adam Ilciów / Robert Potocki / Ryszard Kessler (Hrsg.): W KRĘGU POLITYKI. Zielona Góra/Częstochowa 2009, S. 42–51.
- Günter Erbe: Der moderne Dandy. Zur Herkunft einer dekadenten Figur. In: Alexandra Tacke / Björn Weyand (Hrsg.): Depressive Dandys. Spielformen der Dekadenz in der Pop-Moderne. Böhlau Verlag, Köln / Weimar / Wien 2009, S. 17–38.
- Günter Erbe: Boson Prinz von Sagan. Ein Grandseigneur der Belle Époque. In: Reiner Speck / Rainer Moritz/Michael Magner (Hrsg.): Proustiana XXV. Mitteilungen der Marcel Proust Gesellschaft. Insel Verlag, Frankfurt am Main 2007, S. 106–124.
- Günter Erbe: Wilhelmine von Sagan (1781–1839). In: Joachim Bahlcke (Hrsg.): Schlesische Lebensbilder Bd. 9. Degener & Co, Insingen 2007, S. 229–239.
- Günter Erbe: Der moderne Dandy. In: Aus Politik und Zeitgeschichte, Beilage zur Wochenzeitung „Das Parlament“ B 46/2004. 2004, S. 31–38.
- Günter Erbe: Der Modeheld in Frankreich von der Restauration bis zum Ende der Julimonarchie. In: Romanistische Zeitschrift für Literaturgeschichte 28. Jahrgang, Heft 1/2. 2004, S. 75–98.
- Günter Erbe: Der Jockey Club als gesellschaftlicher Mittelpunkt der Pariser Dandys unter der Julimonarchie. In: Francia. Forschungen zur westeuropäischen Geschichte. Bd. 29/3. 2002, S. 1–11.
- Günter Erbe: George Brummell und Charles Baudelaire. Zum Vergleich zweier Dandytypen. In: Merkur, 46, Nr. 7. 1992, S. 581–592.